# Duke Energy
Duke Energy (NYSE: DUK), com sede em Charlotte, é uma empresa estadunidense fundada em 1904 que atua no setor energético. A empresa é listada no índice de bolsa S&P 500.
Atua há mais de 100 anos oferecendo serviços de geração, distribuição, comercialização, transmissão de eletricidade e transporte de gás.
A companhia opera usinas hidrelétricas, térmicas e nucleares e comercializa e distribui essa energia.
A empresa concentra sua atuação nas Américas e conta com cerca de 18 mil funcionários.Possui US$ 51,6 bi em ativos e uma receita aproximada de US$ 13 bi. Tem uma capacidade instalada total de 35.000 MW
No Brasil, criada há dez anos, a Duke Energy, Geração Paranapanema é o maior investimento internacional da centenária companhia norte-americana.
Conta com um total de 2.307 MW em ativos de geração de energia composto por oito usinas hidrelétricas situadas ao longo do rio Paranapanema, divisa entre São Paulo e Paraná. As usinas Jurumirim, Chavantes, Salto Grande, Canoas I e II, Capivara, Taquaruçu e Rosana, juntas, responderam por, aproximadamente, 2,3% de toda a energia produzida no País, em 2008.
Em 2016, a CTG Brasil comprou os ativos da Duke Energy, formando a subsidiária Rio Paranapanema Energia.
Foi eleita cinco vezes pelo Great Place to Work Institute (GPTW) como uma das cem melhores empresas para se trabalhar no Brasil.